# St. Kilian und St. Bonifatius (Blankenbach)

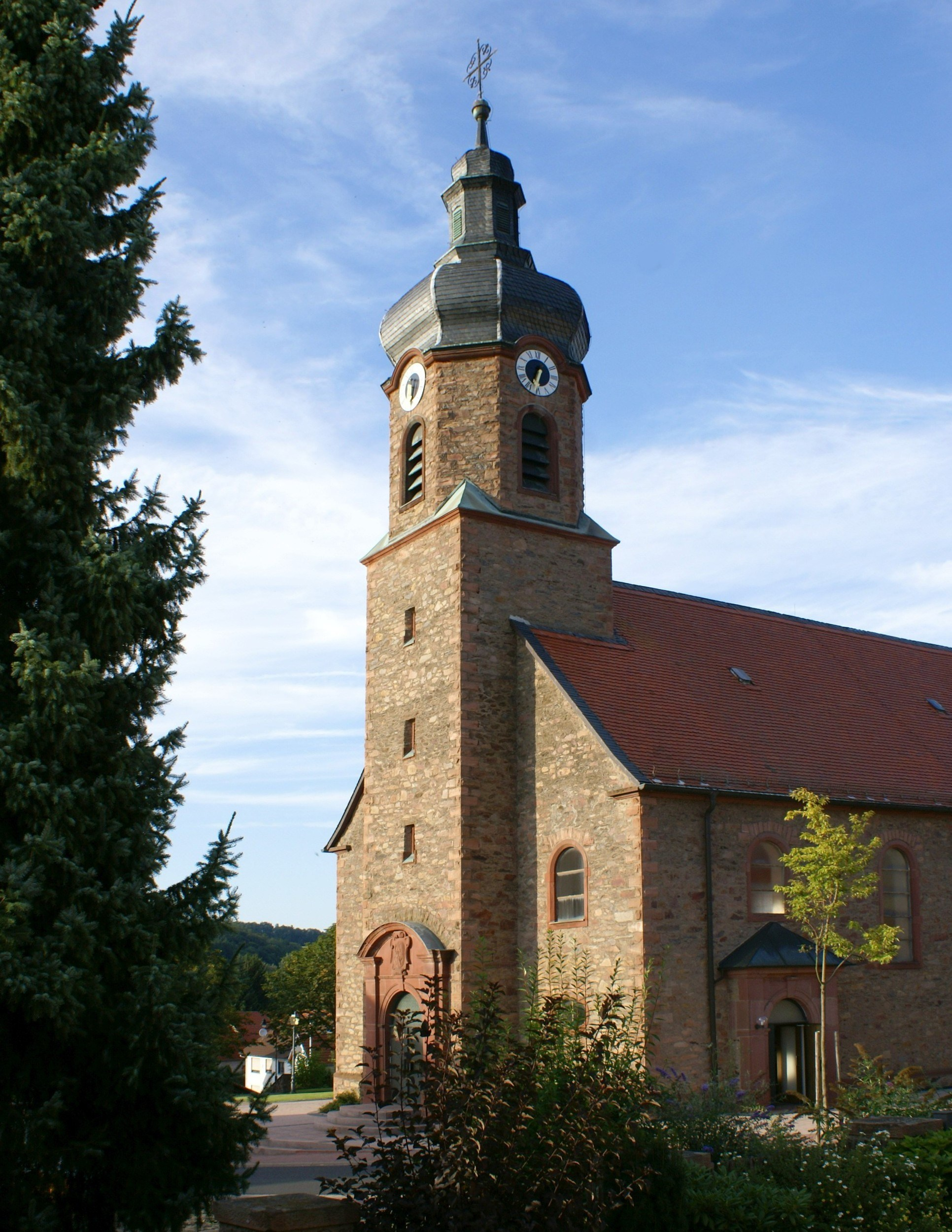
Blankenbach, St. Kilian und St. Bonifatius

Die römisch-katholische Filialkirche St. Kilian und St. Bonifatius ist ein denkmalgeschütztes Kirchengebäude, das in der Gemarkung Kleinblankenbach der Gemeinde Blankenbach  im Landkreis Aschaffenburg (Unterfranken, Bayern) steht. Das Bauwerk ist unter der Denkmalnummer D-6-71-113-1 als Baudenkmal in die Bayerische Denkmalliste eingetragen. Die Kirche gehört zur Pfarrei Mater Dolorosa Sommerkahl in der Pfarreiengemeinschaft Christkönig im Kahlgrund (Sommerkahl) im Dekanat Alzenau des Bistums Würzburg.

## Beschreibung
Die unverputzte neobarocke Saalkirche aus Bruchsteinen wurde 1928 nach einem Entwurf von Johann Adam Rüppel erbaut. Sie besteht aus einem Langhaus und einem eingezogenen Chor im Osten, der mit einer polygonalen Apsis abgeschlossen ist. Die Sakristei ist an der Nordseite des Chors angebaut. Das oberste Geschoss des quadratischen, eingestellten Fassadenturms im Westen ist achteckig und beherbergt die Turmuhr und den Glockenstuhl. Darauf sitzt eine Welsche Haube.